# 윈저 아크 카 이
카 이(加義)는 마카오의 축구단이다. 현재 리가 드 일리트에 참가하고 있다.

## 우승
- 리가 드 일리트: 2010, 2011, 2012
- 타사 드마카오: 2009, 2010, 2015, 2016

## 선수 명단

### 현역
참고: FIFA 자격 규정에 따라 소속된 국가대표팀 국기를 표시합니다. 선수는 복수의 FIFA 비회원국 국적을 가지고 있을 수 있습니다.
| 번호 | 포지션 | 국적 | 이름     |
| ---- | ------ | ---- | -------- |
| 3    | DF     | 홍콩 | 린쥔성   |
| 5    | DF     | 중국 | 탄궈후이 |
| 8    | MF     | 중국 | 허이후이 |
| 10   | MF     | 중국 | 천첸     |
| 15   | MF     | 중국 | 왕징     |

| 번호 | 포지션 | 국적 | 이름 |
| ---- | ------ | ---- | ---- |

### 역대
틀:윈저 아크 카 이 선수 명단